# Festival international du film de Saint-Sébastien
 (décembre 2021).
Le Festival international du film de Saint-Sébastien, aussi connu sous le nom de Zinemaldia, est un festival de cinéma qui se tient chaque année, au mois de septembre, dans la ville basque de Saint-Sébastien (Espagne). Le festival se nomme en espagnol Festival Internacional de Cine de San Sebastián et en basque Donostiako Nazioarteko Zinemaldia. Les projections, les conférences de presse et les galas d'ouverture et de clôture se déroulent au palais Kursaal.

## Historique
Fondée sous le régime franquiste, la première édition du Festival débute le 21 septembre 1953 mais le festival n'est reconnu officiellement que deux ans plus tard par les instances internationales du cinéma. La FIAPF, organisme qui encadre, réglemente et surveille l'organisation des festivals internationaux, lui accorde même le droit de décerner le Grand prix international de la couleur. À l'origine, le Festival de Saint-Sébastien est créé dans le but de mettre à l'honneur les productions du cinéma espagnol. Dès 1955, il s'internationalise et ouvre sa compétition aux longs métrages de tous horizons, quelles que soient leur langue, leur nationalité, leur genre et leur aspect (couleur ou noir et blanc). Aujourd'hui, il est reconnu comme le plus important festival de cinéma d'Espagne et le plus important festival hispanique. Il compte d'ailleurs plus généralement comme l'un des plus grands festivals de films internationaux. Le prix majeur du festival, depuis sa création, est la Coquille d'or.
En 1980, Saint-Sébastien perd son classement par la FIAPF en catégorie « A » (festival compétitif non-spécialisé). Il n'est alors plus possible aux organisateurs de proposer une compétition internationale et de faire attribuer des récompenses par un jury officiel. Cette rétrogradation dans le tableau des festivals, qui n'avait été appliquée par le passé que pour les éditions 1956 et 1963, plonge Saint-Sébastien dans une crise profonde dont il ne se remet qu'en 1985, année où il est reclassé en catégorie « A ». La FIAPF lui permet ainsi de rouvrir sa compétition sans spécialisation au niveau du genre, de la langue ou de la nationalité. Depuis 1980, tous les films sélectionnés durant le festival avaient été projetés hors compétition. De manière officieuse, des prix avaient malgré tout été décernés dont le Prix Fipresci ou Grand prix de la critique internationale qui avait temporairement remplacé la Coquille d'or entre 1980 et 1984.
En 2008, l'organisation du festival se voit remettre la Médaille d'or du mérite des beaux-arts par le Ministère de l'Éducation, de la Culture et des Sports.

## Programme

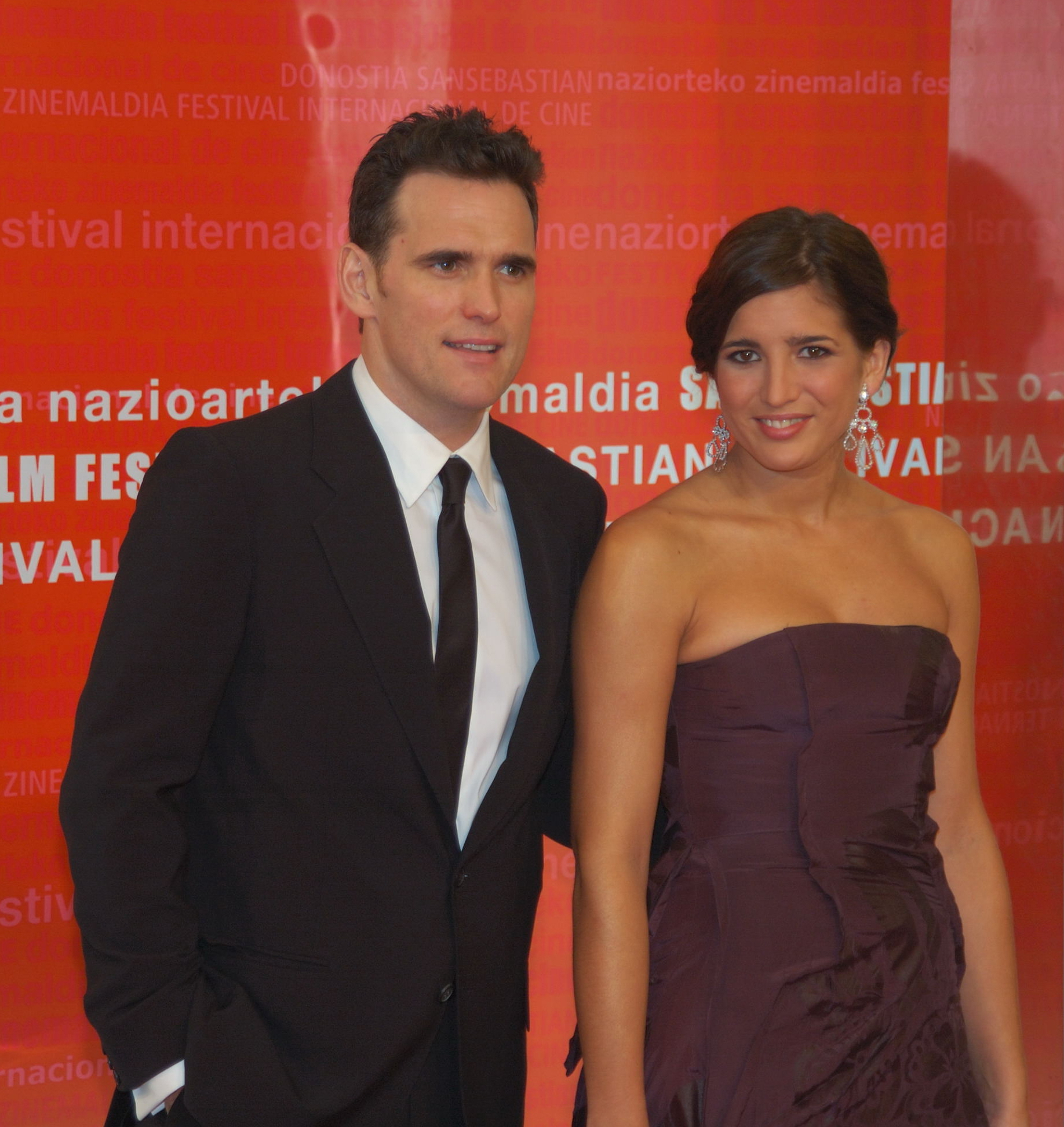
Matt Dillon et Lucía Jiménez en 2006.

- Sélection officielle : elle comprend une quinzaine de longs métrages en compétition et deux à trois films projetés hors compétition durant la semaine du festival. Selon le règlement de la FIAPF, la sélection officielle doit rassembler des œuvres récentes dont la production n'excède pas deux ans. Par ailleurs, les films sélectionnés ne peuvent avoir été projetés dans d'autres festivals et ne peuvent avoir été distribués que dans leur pays d'origine.
- Nuevos Directores : sélection de premiers ou seconds longs métrages. Le prix Kutxa du Jeune Réalisateur est décerné à l'un d'eux par un jury spécial.
- Horizontes latinos : sélection de films venus d'Amérique latine, inédits en Espagne. Un jury non-officiel attribue le Prix Horizontes à l'un d'eux.
- Perlas : sélection de « perles » d'autres festivals, à savoir certains des meilleurs longs métrages sélectionnés ou récompensés dans d'autres festivals internationaux (généralement les trois plus importants que sont Cannes, Venise et Berlin). L'un des films projetés reçoit le Prix du public, statué par la plus haute moyenne issue du vote des spectateurs. Le film lauréat reçoit une dotation de 70 000 euros comme aide à la distribution en Espagne[1]. Un deuxième prix est attribué à un long métrage spécifiquement européen avec une aide à la distribution espagnole de 35 000 euros.
- Zabaltegi : section de films non-compétitive axée sur l'éclectisme, l'hétérogénéité et la liberté prise avec les normes techniques ou formelles.
- Made in Spain : florilège de quelques-unes des meilleures productions annuelles du cinéma espagnol avec pour objectif de lancer leur carrière internationale.
- Zinemira : sélection de films produits ou réalisés par des Basques.
- Rétrospectives : rétrospectives de films classiques, contemporains ou correspondant à un thème précis. Elles valorisent généralement l'œuvre d'un cinéaste de renom.
- Savage Cinema : sélection non-compétitive de films de sport, d'aventures ou d'action.
- Velódromo :  projection de films destinés à un large public sur un écran géant installé au Velódromo de Anoeta.
- International Film Students Meeting : florilège de films d'étudiants issus des écoles de cinéma du monde entier.

Durant la semaine, le Festival met à disposition aux professionnels du cinéma (producteurs, vendeurs internationaux et distributeurs) le Club Industry, un espace avec bureaux, connexions Internet, salles de projection et stands d'information. Le Club Industry a pour but de faciliter les rencontres et permettre de négocier les contrats. Il sert également de lieu de travail pour clore les conventions de co-production ou d'achat et trouver les fonds nécessaires à la production d'un film.

## Prix décernés
Le jury de la compétition officielle est international. Il change annuellement et se compose de sept à huit membres : des artistes ou des personnalités du 7e art, du spectacle et de la culture. Il a systématiquement à sa tête un professionnel du cinéma reconnu. Parmi une quinzaine de longs métrages, il désigne chaque année l'œuvre lauréate de la Coquille d'or (Concha de Oro). Ce trophée revient au meilleur film de la compétition. Des Coquilles d'argent (Concha de Plata) pour le meilleur réalisateur, le meilleur acteur et la meilleure actrice, deux Prix du Jury (pour la meilleure photographie et le meilleur scénario) et enfin un Prix Spécial du Jury sont également décernés.
En 1986, le prix Donostia est créé pour rendre hommage à la carrière de personnalités ayant changé la face du cinéma. Le premier à recevoir cette récompense est Gregory Peck.
Dans l'enceinte du festival, avoisinant la salle du Kursaal qui diffuse les films de la compétition officielle, la salle Zabaltegi projette des avant-premières et des premiers films de tous horizons souvent primés dans d'autres festivals. Ces films concourent pour le Prix Altadis-Nuevos Directores (doté de 120 000 euros), et le public vote pour le Prix TCM-Perla (doté de 30 000 euros) qui récompense las perlas de otros festivales (les perles des autres festivals).
- Récompenses officielles : 
  - Coquille d'or
  - Coquille d'argent du meilleur réalisateur
  - Coquille d'argent du meilleur acteur
  - Coquille d'argent de la meilleure actrice
  - Prix spécial du jury
  - Prix du jury pour le meilleur scénario
  - Prix du jury pour la meilleure photographie
- Autres récompenses
  - Prix Fipresci
  - Prix SIGNIS Avant 2002 il s'agissait du Prix OCIC
  - Prix Sebastiane
  - Prix Donostia
  - Prix Horizontes
  - Prix Kutxas-Nuevos Directores
  - Prix du public TCM-Perla (films international et européen)
  - Prix Cine en Construcción

## Événements
En 2004, il y a eu la présentation en exclusivité mondiale du film de Woody Allen Melinda et Melinda.
En 2005, le cinéma marocain était mis à l'honneur.
En 2006, la 54e édition a rendu hommage à la carrière d'un grand réalisateur, Ernst Lubitsch, et a dédié sa rétrospective thématique à l'émigration. Les 26 et 27 septembre a eu lieu la dixième édition du Cinéma en construction.
En 2015, le festival présente en avant-première Régression d'Alejandro Amenabar .
En 2020 et 2021, le festival s'est maintenu mais avec une dimension plus réduite en raison de la pandémie de Covid-19. Le public a pu revenir dès 2022,.